# Bandeira da Chuváchia
A Bandeira da Chuvácia é um dos símbolos oficiais da República da Chuváchia uma subdvisão da Federação Russa. A bandeira foi escolhida em um concurso público onde o modelo vencedor foi o apresentado pelo artista Chuvache Elli M. Yuriev, tendo sido, em seguida, aprovado pelo Parlamento da República em 29 de abril de 1992.

## Descrição
Seu desenho consiste em um retângulo com proporção largura-comprimento de 5:8, com um campo superior amarelo, um inferior púrpura (vermelho escuro) e a representação em desenho estilizado de uma árvore e três estrelas.

## Simbologia
O principal emblema do Estado emblema, "Árvore da Vida", representa o renascimento, assim como assinala um longo caminho percorrido histórico do povo Chuvache. A estrela octogonal uma das 
a dos elementos mais comuns na ornamentação da arte popular chuvache, expressando e beleza e a perfeição.
Suas cores simbolizam:
- Púrpura (vermelho escuro) - a terra e a eterna vontade das pessoas à liberdade, o que lhe permitiu manter suas tradições e identidade.
- Amarelo - a cor do sol, "daruyuschego", representa toda a vida na terra e a prosperidade.